# コモロの大統領
コモロの大統領（コモロのだいとうりょう、フランス語: Président de l'Union des Comores）は、コモロ連合の国家元首であり、政府の長たる大統領である。

## 概要
コモロではこれまでにたびたびクーデター等の政治危機が起こっており、大統領以外の役職の者が元首となるケースも少なくないため、ここではそれらも含めて記述した。2001年に新憲法が採択された以降の元首は「大統領」(president)であるのが一般的になっている。大統領は現在、グランドコモロ島、アンジュアン島、モヘリ島の持ち回りで選出されることになっている。
2018年の憲法改正により、3島の輪番制を維持しつつも、同じ島の出身者が連続して2期を務められるようになった。以前は1期（5年）で交代しており、2期目を目指す場合は他島出身の大統領（10年間）を間に挟むことになっていた。また各島から1名ずつ選出されていた3人の副大統領職が廃止された。大統領選挙の手順も変更され、これまでは島ごとに第1回投票を実施し、各島1名の勝者が第2回投票に進むことができた。憲法改正後は第1回投票から国全体の有権者による選挙となる。

## 大統領の一覧
| コモロ共和国               |                                                                   |                |                    |                                 |                                 |                             |                                            |
| 代                         | 大統領                                                            | 大統領         | 所属政党           | 期                              | 在任期間                        | 在任期間                    | 備考                                       |
| 01                         | アーメド・アブダラ Ahmed Abdallah Abderemane                      |                | コモロ民主連合     | 1                               | 1975年7月6日 - 1975年7月7日     | 1日                         |                                            |
| 01                         | アーメド・アブダラ Ahmed Abdallah Abderemane                      | 2              | コモロ民主連合     | 1975年7月7日 - 1975年8月3日     | 27日                            | 国家元首                    |                                            |
| 0－                        | サイード・ジャファー Said Mohamed Jaffar                          |                | コモロ人民民主戦線 | －                              | 1975年8月3日 - 1975年8月10日    | 7日                         | 国家元首代行 （革命国民評議会議長）        |
| 02                         | サイード・ジャファー Said Mohamed Jaffar                          | 3              | コモロ人民民主戦線 | 1975年8月10日 - 1976年1月3日    | 146日                           | 国家元首 （国民評議会議長） |                                            |
| 03                         | アリ・ソイリ Ali Soilih                                           |                | コモロ人民民主戦線 | 4                               | 1976年1月3日 - 1977年10月28日   | 1年 + 298日                 | 国家元首                                   |
| 03                         | アリ・ソイリ Ali Soilih                                           | 5              | コモロ人民民主戦線 | 1977年10月28日 - 1978年5月13日  | 197日                           | 在任中に解任                |                                            |
| 04                         | サイード・アトウマニ Said Atthoumani                              |                | 無所属             | 6                               | 1978年5月13日 - 1978年5月23日   | 10日                        | 国家元首 （政治・軍事理事会議長）          |
| コモロ・イスラム連邦共和国 |                                                                   |                |                    |                                 |                                 |                             |                                            |
| 代                         | 大統領                                                            | 大統領         | 所属政党           | 期                              | 在任期間                        | 在任期間                    | 備考                                       |
| 0－                        | アーメド・アブダラ Ahmed Abdallah Abderemane                      |                | コモロ民主連合     | －                              | 1978年5月23日 - 1978年7月22日   | 60日                        | 国家元首 （政治・軍事理事会共同議長）      |
| 0－                        | モハメド・アーメド Mohamed Ahmed                                  |                | コモロ民主連合     | －                              | 1978年5月23日 - 1978年7月22日   | 60日                        | 国家元首 （政治・軍事理事会共同議長）      |
| 0－                        | アーメド・アブダラ Ahmed Abdallah Abderemane                      |                | コモロ民主連合     | －                              | 1978年7月22日 - 1978年10月3日   | 73日                        | 国家元首 （理事会共同議長）                |
| 0－                        | モハメド・アーメド Mohamed Ahmed                                  |                | コモロ民主連合     | －                              | 1978年7月22日 - 1978年10月3日   | 73日                        | 国家元首 （理事会共同議長）                |
| (1)                        | アーメド・アブダラ Ahmed Abdallah Abderemane                      |                | コモロ民主連合     | －                              | 1978年10月3日 - 1978年10月25日  | 22日                        | 国家元首 （理事会議長）                    |
| (1)                        | アーメド・アブダラ Ahmed Abdallah Abderemane                      | 7              | コモロ民主連合     | 1978年10月25日 - 1989年11月26日 | 11年 + 32日                     | 在任中に死去                |                                            |
| 0－                        | アリボン・シェバニ Haribon Chebani                                | 7              |                    | コモロ民主連合                  | 1989年11月26日 - 1989年11月27日 | 1日                         | 大統領代行 （最高裁判所長官） 在任中に解任 |
| 0－                        | モハメド・ジョハル Said Mohammed Djohar                           | 7              |                    | コモロ民主連合                  | 1989年11月27日 - 1990年3月20日  | 113日                       | 大統領代行 （最高裁判所長官）              |
| 05                         | モハメド・ジョハル Said Mohammed Djohar                           | コモロ進歩連合 | 8                  | 1990年3月20日 - 1995年9月29日   | 5年 + 193日                     | 在任中に辞職                |                                            |
| 06                         | コンボ・アヨウバ Combo Ayouba                                     |                | 無所属 （軍人）    | 9                               | 1995年9月29日 - 1995年10月2日   | 3日                         | 国家元首 （暫定軍事委員会調整官）          |
| 0－                        | モハメド・タキ Mohamed Taki Abdoulkarim                           |                | コモロ国民民主連合 | －                              | 1995年10月2日 - 1995年10月5日   | 3日                         | 大統領代行                                 |
| 0－                        | サイード・ケマル Said Ali Kemal                                   |                | 諸島連合統一党     | －                              | 1995年10月2日 - 1995年10月5日   | 3日                         | 大統領代行                                 |
| 0－                        | エル＝ヤシュルトゥ・モハメド・カアビ Caabi El-Yachroutu Mohamed   |                | 民主改革戦線       | －                              | 1995年10月5日 - 1996年1月26日   | 113日                       | 暫定大統領                                 |
| (5)                        | モハメド・ジョハル Said Mohammed Djohar                           |                | 民主改革進歩連合   | 10                              | 1996年1月26日 - 1996年3月25日   | 59日                        |                                            |
| 06                         | モハメド・タキ Mohamed Taki Abdoulkarim                           |                | 開発国民連合       | 11                              | 1996年3月25日 - 1998年11月6日   | 2年 + 226日                 | 在任中に死去                               |
| 0－                        | タジディン・マソウンデ Tadjidine Ben Said Massounde               |                | 無所属             | 11                              | 1998年11月6日 - 1999年4月30日   | 175日                       | 暫定大統領 在任中に解任                    |
| 0－                        | アザリ・アスマニ Azali Assoumani                                  |                | 無所属 （軍人）    | －                              | 1999年4月30日 - 1999年5月6日    | 6日                         | 国家元首代行 （国家発展軍参謀総長）        |
| 07                         | アザリ・アスマニ Azali Assoumani                                  | 12             | 無所属 （軍人）    | 1999年5月6日 - 2001年12月23日   | 2年 + 231日                     | 国家元首                    |                                            |
| コモロ連合                 |                                                                   |                |                    |                                 |                                 |                             |                                            |
| 代                         | 大統領                                                            | 大統領         | 所属政党           | 期                              | 在任期間                        | 在任期間                    | 備考                                       |
| 07                         | アザリ・アスマニ Azali Assoumani                                  |                | 無所属 （軍人）    | 12                              | 2001年12月23日 - 2002年1月21日  | 29日                        | 国家元首                                   |
| 0－                        | アマダ・マディ Hamada Madi                                        |                | コモロ共和党       | 12                              | 2002年1月21日 - 2002年5月26日   | 125日                       | 暫定大統領                                 |
| (7)                        | アザリ・アスマニ Azali Assoumani                                  |                | コモロ改革会議     | 13                              | 2002年5月26日 - 2006年5月26日   | 4年 + 0日                   |                                            |
| 08                         | アフメド・アブドラ・モハメド・サンビ Ahmed Abdallah Mohamed Sambi |                | 正義国民戦線       | 14                              | 2006年5月26日 - 2011年5月26日   | 5年 + 0日                   |                                            |
| 09                         | イキリル・ドイニン Ikililou Dhoinine                              |                | 正義国民戦線       | 15                              | 2011年5月26日 - 2016年5月26日   | 5年 + 0日                   |                                            |
| (7)                        | アザリ・アスマニ Azali Assoumani                                  |                | コモロ改革会議     | 16                              | 2016年5月26日 - 2019年2月13日   | 2年 + 263日                 |                                            |
| 0－                        | ムスタドラネ・アブドゥ Moustadrane Abdou                          |                | コモロ改革会議     | 16                              | 2019年2月13日 - 2019年4月2日    | 48日                        | 大統領代行                                 |
| (7)                        | アザリ・アスマニ Azali Assoumani                                  |                | コモロ改革会議     | 17                              | 2019年4月2日 - （現職）         | 9年 + 17日                  |                                            |